# Hachenbach
Hachenbach ist der kleinere von zwei Ortsteilen der Ortsgemeinde Glanbrücken im Landkreis Kusel in Rheinland-Pfalz. Bis 1969 war er eine selbständige Gemeinde.

## Lage
Hachenbach liegt im Nordpfälzer Bergland im südlichen Gemeindegebiet.

## Geschichte
Im Mittelalter und der frühen Neuzeit war die Gemeinde Teil des Komplexes Eßweiler Tal. Bis Ende des 18. Jahrhunderts gehörte Hachenbach zu Pfalz-Zweibrücken.
Von 1798 bis 1814, als die Pfalz Teil der Französischen Republik (bis 1804) und anschließend Teil des Napoleonischen Kaiserreichs war, war der Ort in den Kanton Lauterecken eingegliedert und unterstand der Mairie Hundheim. 1815 hatte die Gemeinde insgesamt 140 Einwohner. Im selben Jahr wurde der Ort Österreich zugeschlagen. Bereits ein Jahr später wechselte der Ort in das Königreich Bayern. Von 1818 bis 1862 war Hagenbach am Glan – so der damalige Ortsname – Bestandteil des Landkommissariat Kusel, das anschließend in ein Bezirksamt umgewandelt wurde.
1939 wurde der Ort in den Landkreis Kusel eingegliedert. Nach dem Zweiten Weltkrieg wurde Hachenbach innerhalb der französischen Besatzungszone Teil des damals neu gebildeten Landes Rheinland-Pfalz. Im Zuge der ersten rheinland-pfälzischen Verwaltungsreform wurde der Ort, der damals 185 Einwohner zählte, am 7. Juni 1969 mit dem benachbarten Niedereisenbach zur neuen Ortsgemeinde Glanbrücken zusammengelegt.

## Wappen
|  | Blasonierung: „In Blau ein gesichteter zunehmender silberner Halbmond“ |
|  |                                                                        |

## Kultur
Mit der Brücke in der Dorfstraße existiert vor Ort insgesamt ein Objekt, das unter Denkmalschutz steht.

## Infrastruktur
1904 entstand im benachbarten Niedereisenbach der Bahnhof Niedereisenbach-Hachenbach an der Glantalbahn. Der Personenverkehr endete 1985, der Güterverkehr war bereits zuvor zum Erliegen gekommen.